# Hôn nhân cùng giới ở Jalisco
Hôn nhân cùng giới đã được hợp pháp tại bang Jalisco của México kể từ ngày 26 tháng 1 năm 2016, sau phán quyết nhất trí của Tòa án Công lý Tối cao của Quốc gia. Tuy nhiên, một số thành phố đã từ chối kết hôn với các cặp cùng giới cho đến khi được Quốc hội ra lệnh làm như vậy, điều này đã xảy ra vào ngày 12 tháng 5 năm 2016. Kết hợp dân sự cho các cặp cùng giới cũng đã được hợp pháp tại tiểu bang kể từ ngày 1 tháng 1 năm 2014 sau khi được Quốc hội phê chuẩn cho phép các hiệp hội như vậy vào tháng 10 năm 2013, nhưng luật này đã bị đánh sập trên cơ sở tố tụng vào tháng 9 năm 2018.

## Lịch sử

### Kết hợp dân sự
Vào tháng 4 năm 2013, các nghị sĩ của Đảng Cách mạng Dân chủ (PRD), Đảng Cách mạng thể chế (PRI), Nhà sinh thái học Đảng Xanh của Mexico (PVEM), Phong trào Công dân (MC) và một đại biểu độc lập đã trình bày Đạo luật cùng tồn tại tự do (Tây Ban Nha: Ley de Libre Convivencia). Đạo luật đã xác định rằng các liên minh dân sự cùng giới (tiếng Tây Ban Nha: libre convivencia) có thể được thực hiện tại tiểu bang, miễn là họ không được coi là kết hôn. Nó không hợp pháp hóa việc nhận con nuôi và bắt buộc các đoàn thể dân sự phải được thực hiện với một công chứng viên luật dân sự. Vào ngày 31 tháng 10 năm 2013, Quốc hội Jalisco đã phê chuẩn Đạo luật trong cuộc bỏ phiếu 20-15, một người bỏ phiếu trắng và ba người vắng mặt. Luật có hiệu lực vào ngày 1 tháng 1 năm 2014.